# Cristo in passione con Mosè e Salomone
Cristo in passione con Mosè e Salomone è un dipinto a olio su tela centinata (290x198 cm) del Moretto, databile al 1541-1542 e conservato nella collegiata dei Santi Nazaro e Celso a Brescia, all'altare del Santissimo Sacramento, il terzo a destra.
L'opera, spesso giudicata di bassa qualità e tensione spirituale dalla critica storica e moderna, si colloca nella piena maturità artistica del pittore e cede ormai il passo a forme più manieriste, perdendo molte caratteristiche dell'arte rinascimentale giovanile. Eseguita su commissione della scuola del Santissimo Sacramento attiva nella chiesa, possiede un accento notevolmente didattico, dato in particolare dalle iscrizioni sulle lapidi rette dai personaggi.

## Storia
La data d'esecuzione della pala è ricavabile da documenti conservati nell'archivio parrocchiale della collegiata, risalenti al Settecento ma riferiti a documenti dell'epoca oggi perduti. In particolare, in una nota del 1720 si menziona un contratto stipulato il 4 maggio 1541 con il quale "Alessandro Moretto assume in se l'obbligo di fare la Pala dell'Altare (del Santissimo Sacramento), e di quella dare stabilita e posta in opera perfetta l'Anno susseguente". In un'altra nota del 1768 si menziona ancora tale contratto, specificando che la tela fu effettivamente consegnata l'anno successivo, il 1542.
Il dipinto è ricordato nella collocazione che ancora oggi conserva dall'intera letteratura storica, a partire da Bernardino Faino nel 1630, che lo definisce "cosa pulita" senza addentrarsi nei particolari dell'opera. L'opera ha pertanto passato indenne tutti i vari rifacimenti della chiesa, compreso quello dell'altare in cui è conservata.

## Descrizione
Il dipinto raffigura Gesù in alto tra le nubi, circondato da numerosi angioletti recanti i simboli della Passione. Ai suoi piedi, nella metà inferiore della tela, si vedono, da sinistra a destra, Mosè, un angelo e Salomone. Ognuno dei tre personaggi reca una lunga lapide con incisa un'iscrizione: sempre da sinistra a destra, si legge: "ISTE EST / PANIS / QVE / DEDIT / VOBIS / DOMINVS / AD / VESCE / DV", "HIC EST / SANGVIS / NOVI / TESTA / METI" e "COMEDITE / AMICI / ET / INEBRIA / MINI / CHARISSI / MI", cioè "Questo è il pane che il Signore vi ha dato da mangiare", "Questo è il sangue della nuova alleanza", e "Mangiate, amici carissimi, ed inebriatevene". Le scritte e la loro lettura unitaria accrescono il carattere devozionale e didattico della pala, certo adatta per l'altare della scuola del Santissimo Sacramento. Tra il gruppo, sullo sfondo, sono visibili le costruzioni di una città sulla riva di un fiume, tra le quali è evidente una grande chiesa a pianta centrale forse ispirata al Duomo vecchio.

## Stile
Il giudizio della letteratura artistica è apparso spesso riduttivo e con diverse cautele. Federico Odorici, nel 1853, lo vede come un "lavoro diligente e di grande pregio, ma che per altro a stento si terrebbe uscito dalla stessa mano che dipingeva il San Michele Arcangelo nell'altare di rimpetto", riferendosi all'Incoronazione della Vergine con i santi Michele Arcangelo, Giuseppe, Francesco d'Assisi e Nicola di Bari, conservata nella stessa chiesa. Adolfo Venturi, nel 1929, dopo aver sottolineato come nelle opere di questo periodo il Moretto "decada rapidamente", trova questo dipinto "di architettura faticosa, come se tutto fosse stato composto per una rappresentazione teatrale".
Anche György Gombosi, nel 1943, legge una qualità debole e pone la causa nel fatto che, in quegli anni, il Moretto fosse impegnato a Verona e non avesse né il tempo né la possibilità di dedicarsi appieno alla commissione. Camillo Boselli, nel 1954, vi scorge "un senso di rilassamento del controllo già iniziato in opere precedenti, che porta il Moretto a privilegiare scelte compositive che sfociano in esiti di una rettoricità che prima non esisteva e che in questa pala diventa accademia: sono pale che indicano un progressivo passaggio da forme rinascimentali a forme post-rinascimentali". Valerio Guazzoni, nel 1981, segnala parallelo al calo di qualità anche il calo di tensione spirituale: "concettualmente, il dipinto s'avvicina molto ai precedenti, senza però raggiungerne la vibrazione mistica; esso ha del resto un accento più scopertamente didattico, per le connessioni bibliche e le varie iscrizioni".
Per quanto riguarda l'identificazione dei due personaggi dipinti, la letteratura storica li identificava solitamente con Mosè e Elia, a partire dal commento di Giulio Antonio Averoldi nel 1700 seguito poi dal resto della critica. Pier Virgilio Begni Redona, nel 1988, analizza invece con più attenzione le iscrizioni sulle lapidi che recano i personaggi, trovando che quella retta dal personaggio di destra proviene dal Libro dell'Esodo, che nel Cinquecento si credeva opera di Salomone. L'identificazione con un personaggio regale, oltretutto, coinciderebbe con la corona dipinta appunto ai piedi della figura.